# Pugno chiuso

Militanti del Partito Comunista Italiano rendono omaggio ad Enrico Berlinguer al suo funerale con il pugno chiuso

Il pugno chiuso, o pugno alzato, è un saluto spesso utilizzato da militanti e simpatizzanti politici e sociali di area comunista e socialista, rivendicativo ed antisistema. In genere il saluto a pugno, con il braccio alzato sinistro, è considerato come espressione e manifestazione di solidarietà, di forza o di sfida. Da notare che il saluto a pugno può essere denominato in modo diverso a seconda dei gruppi o movimenti che lo usano: tra i comunisti e i socialisti è a volte chiamato saluto rosso. Durante la guerra civile spagnola (1936-1939) ed il periodo del Fronte Popolare francese era noto come saluto antifascista ed eseguito con il pugno destro.

## Origini e significato
In principio il pugno è un simbolo di unità e di solidarietà, rappresentato dalle dita deboli che si uniscono per creare qualcosa di potente. Le dita sono state interpretate anche come rappresentazione delle divisioni nel movimento operaio che, una volta superate con lo studio e la lotta, creano tutte insieme uno strumento forte e potente come un pugno. Il simbolo del pugno serrato destro viene adottato per la prima volta dal Rotfrontkämpferbund (Lega dei Combattenti del Fronte Rosso) tra il 1923 e il 1924.
I membri di tale organizzazione iniziarono a salutarsi portando il pugno, in contrapposizione al saluto dei nazisti (braccio e mano destra distesi) piegando il braccio - destro - in modo che la mano chiusa a pugno fosse all'altezza del petto, come per portare un vero pugno. Il pugno chiuso diventa il simbolo stesso del Rotfrontkämpferbund. Già nel 1925 il pugno si era staccato dal petto per portarsi all'altezza della spalla destra.
Durante la guerra civile spagnola il pugno viene portato all'altezza della tempia destra, ma verso la fine del conflitto il pugno torna all'altezza della spalla destra (vedasi ogni fonte iconografica del tempo disponibile, a partire, per esempio, dalle foto del reporter Robert Capa eseguite in Spagna).
Altre fonti iconografiche e filmiche ci riportano all'uso più recente del pugno - destro - serrato e braccio piegato, fra i movimenti di sinistra, durante il periodo di governo di Unidad Popular (1970-1973) nel Cile di Salvador Allende, tragicamente finito a causa del golpe militare dell'11 settembre 1973, golpe al quale il governo degli Stati Uniti fornì sostegno.
Fino alla metà degli anni sessanta il pugno chiuso viene usato come saluto, ma con i funerali di Togliatti, 1964, il pugno assume due valenze: durante i funerali viene disteso a simboleggiare la sacralità del momento e torna, in definitiva ad avere un carattere militare, ma durante i cortei e le manifestazioni viene mosso cadenzando lo slogan assumendo un carattere di compattamento dei manifestanti. Con il tempo il pugno chiuso si trasforma da saluto militante in simbolo di lotta adottato dai comunisti.

### Altri usi
Il pugno alzato venne usato anche dai movimenti per i diritti civili statunitensi (specie nell'area radicale) e dai peronisti di sinistra argentini (imitando alcuni gesti tipici di Evita Perón).

## Nel mondo
In America settentrionale, in particolare negli Stati Uniti, il saluto del pugno (Black Power salute) viene principalmente usato da attivisti per i diritti degli afroamericani ma anche da movimenti di estrema sinistra, antisistema o anarchici. In America Latina il saluto è usato da organizzazioni e partiti di sinistra in particolare di stampo marxista.
In Europa è usato da movimenti antifascisti, comunisti e marxisti.
In Africa, specialmente in Sudafrica, è stato usato da gruppi contro l'apartheid ed è tutt'oggi usato dall'ANC e dai partiti di sinistra.
In Cina è un simbolo molto importante utilizzato negli istituti statali e dalle massime cariche del governo (che usano il pugno destro alzato).